# 艾森豪威尔一美元硬币
艾森豪威尔一美元硬币（英語：Eisenhower dollar）是美国铸币局1971至1978年生产的一美元硬币，也是1935年和平银元停产后第一种一美元硬币。硬币正面刻有美国总统德怀特·艾森豪威尔的头像，背面是抓有橄榄枝的老鹰在月球上降落，两面均由弗兰克·加斯帕罗设计。
受白银价格上涨影响，铸币局从1965年开始不再生产银币，改用铜镍合金包层硬币代替。美国已有30年没有生产一美元硬币，变更铸币材质后的最初几年里也没有生产。从1969年开始，部分国会议员希望能让一美元硬币加入市场流通。艾森豪总统在这年三月谢世后，又有多名议员提议给新币刻上他的肖像。虽然这类法案通常会赢得大范围支持，但由于各方在硬币应该只采用贱金属还是含银40%的问题上难以达成一致，法案迟迟未能颁布。1970年，双方终于达成妥协，将流通版艾森豪威尔一美元硬币定为贱金属材质，收藏版则含40%的银。1970年12月31日，理查德·尼克松总统在授权发行新币的法案上签字。
虽然面向收藏家发行的银币反响良好，但新版一美元的流通币却可谓一败涂地，除在内华达州及周边的赌场取代私人制作的代币外，这些硬币几乎没在市场流通中发挥任何作用。艾森豪威尔一美元没有标称年份为1975的版本，这年及1976年出产的一美元和25美分、半美元硬币一样，都刻有美国建国200周年纪念起止年份“1776-1976”，背面也均是专为此次纪念活动特别设计的图案。铸币局从1977年就开始争取以尺寸更小的硬币取代艾森豪威尔一美元，国会最终通过法案，授权从1979年开始生产苏珊·安东尼一美元硬币，但这种新币同样在商品交易中不受市场待见。艾森豪威尔一美元硬币的发行时间较短，收藏成本适中，所以其套装在收藏界的地位也逐渐攀升。

## 背景
美国的银圆自诞生之日起就一直不受待见，基本只在西部地区流通。银币是把金属转变成货币的一种方法，大部分银圆出产后就一直堆放在银行金库里。和平银元是美国历史上流通的最后一种一美元银币，但在1935年后就全面停产，之后的25年里，银圆中所含白银的价值极少超过70美分。但到了20世纪60年代初，受银价上涨的影响，公众将银卷兑换成银币，银行和政府持有的大量银圆由此流入民间。这种情况导致银币流通的西部各州出现银圆短缺，铸造更多一美元硬币的市场需求大幅提升。
1964年8月3日，联邦国会通过法案授权发行4500万枚银圆。此举主动是因为银价已升至每盎司1.29美元，银币所含的金属价值已经超过面值，导致商品交易中再也见不到银圆的身影。国会希望新币可以在内华达州的赌场和其他金属货币（人称“硬钱”）更得民心的西部州份使用。但是，多家钱币学期刊批评此举纯属浪费资源。参议院多数党领袖迈克·曼斯菲尔德（Mike Mansfield）是蒙大拿州民主党人，该州同样大量采用银元，法案就是在他的敦促下通过。虽有铸币局局长伊娃·亚当斯（Eva Adams）及其下属极力劝阻，但曼斯菲尔德不改初衷，拒绝考虑取消提案或延期发行，丹佛铸币局因此于1965年5月12日开始生产1964-版和平银元。铸币局之前已获国会授权，在1965年继续生产1964版硬币。
1965年5月15日，新币发行的消息正式公布，排山倒海的反对声浪随之而来。公众及许多国会议员都认为此举只会在硬币已经严重短缺之时浪费铸币局资源，让钱币经销商大发横财。5月24日，亚当斯在国会仓促召开听证会前一天宣布，这些硬币只是试铸币，无意流入市场。铸币局之后表示，已经出产的银币共有31万6076枚，这些银圆之后都在严密监控下熔融处理。为了确保同类事件不会再度发生，国会在《1965年铸币法案》中加插规定，之后五年都不得生产银币。法案同时还规定十美分和25美分硬币中不再含银，并把半美元的含银量降至40%。

## 构想

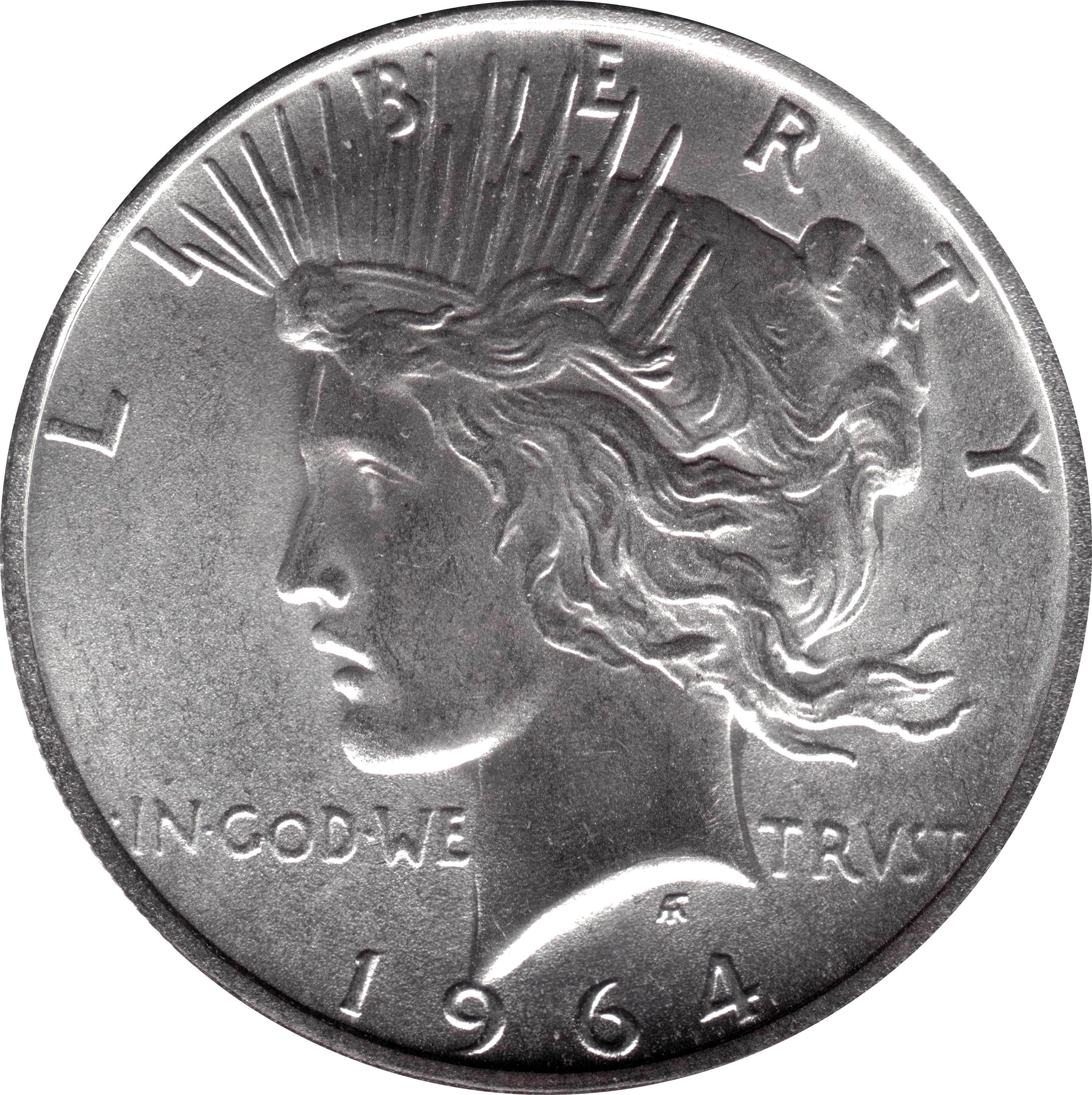
这枚1964-D版和平银元是由私营铸币局用银圆铸成，不属于政府正式发行的硬币。

1969年，尼克松政府下属的铸币局局长玛丽·布鲁克斯（Mary Brooks）希望能推动政府重新开始发行一美元硬币。银价的持续攀升此时已经对继续使用白银的肯尼迪半美元构成威胁，但布鲁克斯还是希望把一美元铸成银币。不过，众议院银行委员会主席赖特·帕特曼（Wright Patman）反对布鲁克斯的提议，他在前总统林登·约翰逊任内就认定无论如何都要坚持在半美元硬币材质中继续保留白银。
1969年3月28日，绰号“艾克”（Ike）的前总统兼二战将领德怀特·艾森豪威尔（共和党人）逝世。同样是共和党人的新泽西州联邦众议员佛罗伦斯·德威尔（Florence Dwyer）马上提议在新版一美元硬币刻上已故总统的形象。德威尔的意见得到密苏里州民主党联邦众议员莱昂诺尔·沙利文（Leonor Sullivan）认可，后者还认为，此时发行的半美元上有民主党总统肯尼迪，带有艾森豪威尔肖像的一美元硬币发行时间应与肯尼迪半美元相同。康涅狄格州民主党联邦众议员罗伯特·吉艾默（Robert N. Giaimo）递交法案，建议发行材质成分不含银的艾森豪威尔一美元硬币。由行政部门官员和包括吉艾默在内多名国会议员组建的铸币联合委员会于1969年春递交报告，建议发行新币，同时建议半美元材质不再含银，并将此时已较罕见的银圆从财政部移交总务管理局销售。吉艾默指出，许多赌场因缺乏一美元硬币流通而不得不自铸代币，同时自动售货机也已开始销售更有价值的商品，新币在这些行业会颇有实效。
1969年10月3日，众议院银行委员会递交报告，建议授权发行不含白银的艾森豪威尔一美元硬币，帕特曼表示，希望法案能在前总统10月14日生日前获众议院通过。10月6日，法案在程序表决中失利，这意味着议员可以加入修正案，再由议会重新表决。部分议员发言，对议会如此仓促地表决法案不满，爱荷华州联邦众议员H·R·格罗斯（H. R. Gross）反对用贱金属硬币承载已故总统的肖像：“用废铜烂铁打造一美元硬币，你这种纪念艾森豪威尔总统的事儿办得可一点儿都不体面。”10月14日是艾森豪威尔的生日，两院都在这天表决。众议院通过的法案有行政部门支持，要求用贱金属打造一美元硬币，但参议院通过的法案带有科罗拉多州联邦参议员彼得·多米尼克（Peter Dominick）提出的修正案，建议硬币中含银40%。前总统遗孀玛米·艾森豪威尔的一封信对参议院通过法案起到重要作用，玛米在信中回忆，夫君生前喜欢把银圆送给他人作纪念品，而且还曾尝试收藏和他一样在1890年诞生的硬币。爱达荷州联邦参议员詹姆斯·麦克卢尔（James McClure）表示：“要是连刻有像艾森豪威尔这样伟大总统的硬币中的白银都要克扣，这未免有失体面。”1969年10月29日，德克萨斯州联邦众议员罗伯特·凯西（Robert R. Casey）递交法案，建议发行新币纪念艾森豪威尔和不久前阿波罗11号成功登陆月球的历史时刻。这些建议之后获得采纳，成为艾森豪威尔一美元硬币授权法案的组成部分。凯西起初还希望把阿波罗11号的任务主题（“我们为全人类的和平而来”）刻到新币上，但从铸币局官员口中得知硬币上没有足够空间刻下这句话后，他改为要求银币背面的设计图案以任务标志为主题。
1970年3月，国会两院达成妥协，大量生产的艾森豪威尔一美元流通硬币中不含白银，但可以面向收藏家及其他人士生产1亿5000万枚含银40%的版本。生产这些含银硬币一共需要的4740万金衡制盎司白银直接从政府已经持有的银块获取。这项妥协主要是在麦克卢尔及其他多位共和党议员的推动下促成，还有来自爱达荷州的布鲁克斯从中协助。麦克卢尔还称，这样的结果离理想情况依然相距甚远，但从当时的局面来看已是非常侥幸。之前发行的肯尼迪半美元因含银而被囤积，导致流通率降低，艾森豪威尔一美元硬币专门发行收藏版本就是为了避免这种情况。
虽然参议院于1970年3月表决通过妥协达成的法案，但在众议院还是遭到决心全面禁止硬币中采用白银的帕特曼极力阻止。同年9月，参议院再度通过法案，并且这次是把相关规定作为银行控胶公司法案的附加条款纳入，帕特曼正是这项银行控胶公司法案的支持者。最后，法案在经委员会审核通过后终于获两院通过。尼克松本不打算在法案上签字，直接等待时限过后由国会直接授权生效，但他的助手之后想到国会已经休会，总统不签字的实际效果就相当于口袋否决，尼克松于是仓促之下于1970年12月31日午夜前签署法案，距最后期限只差几分钟。

## 设计

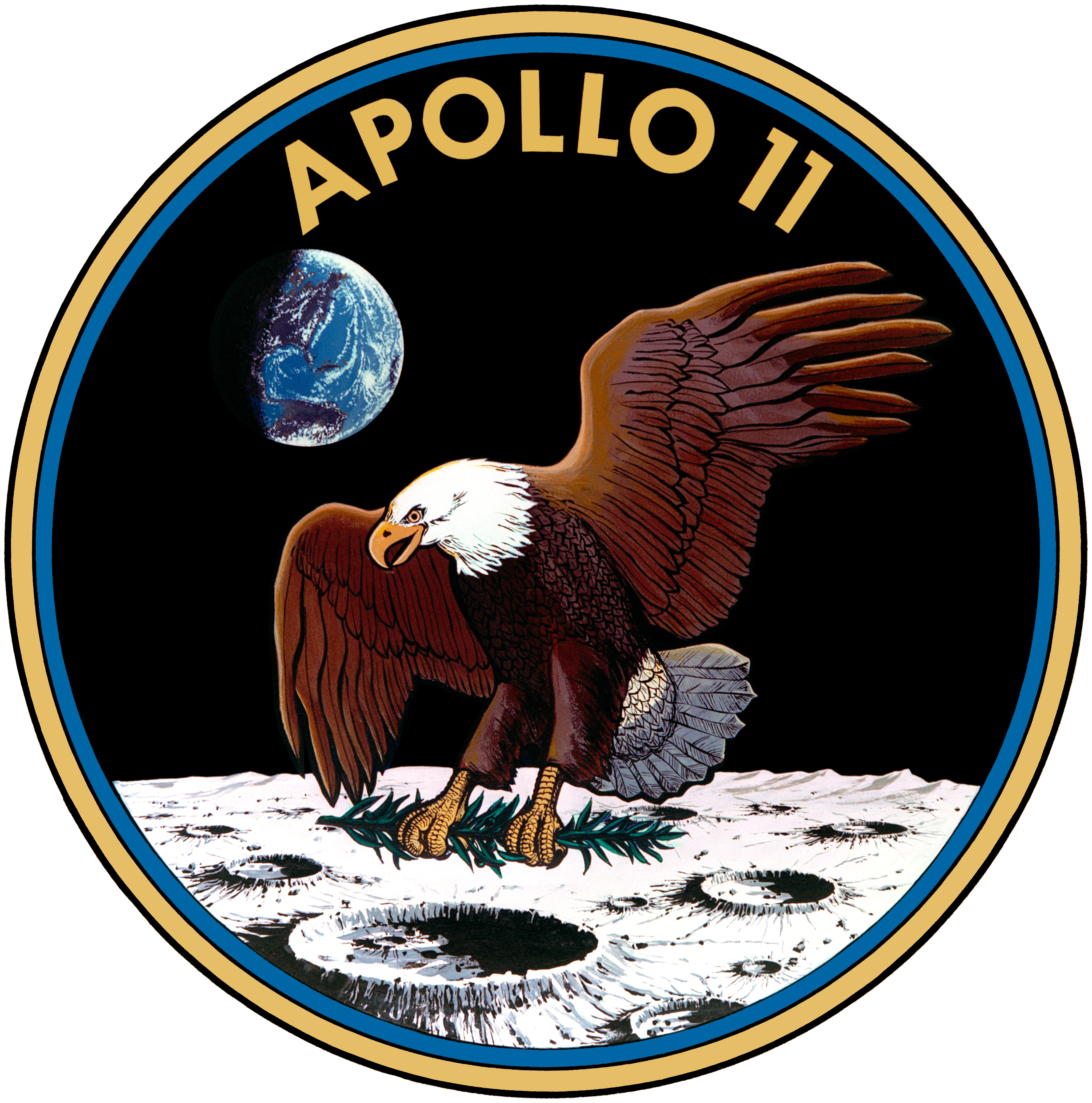
阿波罗11号任务徽章是艾森豪威尔一美元硬币背面的设计基础

铸币局首席雕刻师弗兰克·加斯帕罗在很长一段时间里一直希望能把艾森豪威尔总统的肖像刻上硬币，所以此次机遇对他来说可谓梦想成真。1945年6月19日，加斯帕罗曾与另外400多万人齐聚纽约，观看庆祝盟军胜利的游行。他当时已是铸币局的助理雕刻师，只在人群中看到艾森豪威尔将军一眼，但还是从人群中走出，画下将军形象的草图，这幅素描便是他设计一美元硬币正面的参考依据。加斯帕罗还就两面的设计图案咨询过前第一夫人的意见，他和布鲁克斯一起于1971年1月1日把带有硬币设计图案的金属模型送给玛米检阅。加斯帕罗曾于1991年回忆，从1970年11月中旬开始，他一共只有六周时间完成设计，多年间对老鹰的大量研究对他设计硬币背面图案有很大帮助，而且设计草图未经变更就直接获得采纳。不过，他的设计思路并非完全不受限制，根据上级指示，首席雕刻师应根据华盛顿25美分硬币的布局来设计新币正面。
加斯帕罗在国会通过法案前就已准备两种背面设计方案，一种是更加正式的纹章老鹰，另一种就是最后采用的图案。钱币史学家兼经销商昆汀·戴维·鲍尔斯（Q. David Bowers）认为，前一种纹章老鹰的设计图同19世纪70年代的多种图案币颇为神似。首席雕刻师在国会坚持下根据宇航员迈克尔·科林斯等人构想的任务徽章设计背面图案，纪念阿波罗11号登月成功。在鲍尔斯看来，选择登月为设计主题堪称“神来之笔”，使得这种之后在商务流通中不受待见的硬币成为颇具纪念意义的作品，同时纪念艾森豪威尔总统和登月任务。最终采纳的背面设计是代表登月舱（又名“老鹰号”）的老鹰准备在月球表面着陆，它的爪子上还抓有象征和平的橄榄枝。
部分政府官员觉得老鹰的形象过于凶猛，所以不赞成在硬币背面把老鹰同科林斯的任务徽章放在一起，加斯帕罗起初绘制的设计概念图也遭遇类似异议。据布鲁克斯回忆，首席雕刻师曾前往费城动物园观察老鹰，返回时已经准备好设计图案，在她看来，老鹰掠食者的本质在图案中一览无遗。局长于是告知加斯帕罗，这样的老鹰看上去“凶相毕露、过于好斗，有点太咄咄逼人”，要求雕刻师将其修改得更显友善。加斯帕罗对此感到不快，但修改后还是称最终版本的老鹰形象更加宜人。国务院同样担心老鹰的图案会让其他国家产生不友好的印象，希望能有更显中立的形象。老鹰头部上方可以看到遥远的地球，并且主体图案周围还有13颗星，代表美国建国之初的13个州。
鲍尔斯认为，加斯帕罗设计的艾森豪威尔半身像非常亮眼，而且背面的老鹰爪子里抓的是橄榄枝，而非代表战争的箭，在他看来“公众会喜欢这样的设计。”不过他也指出，艾森豪威尔以个性和蔼闻名，所以硬币上的严厉表情饱受外界批评。钱币学作家大卫·兰格（David Lange）则认为：“艾森豪威尔一美元硬币是美国铸币局最差劲的产品之一。”他还在文中写道：“对于此前只设计过肯尼迪半美元和林肯一美分硬币其中一面的加斯帕罗而言，独立设计艾森豪威尔一美元本应成为展示他才华的展台，但令人遗憾的是，这套平庸的设计中无论是艾克那不自然的头发还是老鹰别扭的羽毛都表明他的能力（实在有限）。”新币发行后，部分收藏家批评硬币背面的地球图案不完整，但这实际上是加斯帕罗细心遵循阿波罗11号任务徽章的结果。面对这些批评，首席雕刻师还是修改设计，把地球完全显示出来。

## 发行

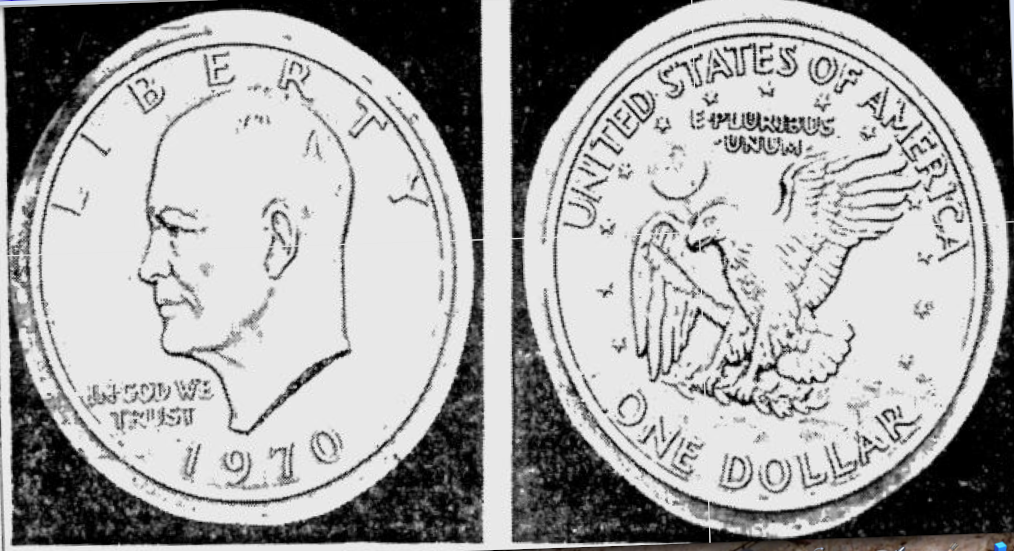
1971年1月，财政部公布艾森豪威尔一美元硬币的设计图案

1971年1月25日，费城铸币局铸出两枚艾森豪威尔一美元硬币原型，之后又全部摧毁。事实证明，用坚硬的铜镍合金生产这样的大尺寸硬币导致金属铸币模具破损率很高，加斯帕罗于是反复使用缩减车床降低流通币和银质包覆层币的浮雕高度。他还直接在缩减后的主模上修改，至少有一处本由于浮雕降低而消失的图案细节因此恢复。不过，在旧金山生产的精制币始终是高浮雕版。这也意味着1971年出产的所有艾森豪威尔一美元银质包覆层币的浮雕高度比精制币低，而且表面图案细节也不及精制币丰富，1972年出产的大部分新版一美元包银币也有同样情况，直至这年模具用钢的品质得到显著提升时止。精制币的生产速度很慢，并且大多会压铸多次，以求呈现出完整的图案细节。2月3日，流通版艾森豪威尔一美元在丹佛铸币局投产，从文献记载来看显然没有举办任何投产仪式，费城分局也已在年初投产，但鲍尔斯没有在有关银圆和包银硬币的钱币百科全书中记下具体日期。1971年3月31日，首枚含银40%的艾森豪威尔一美元硬币在旧金山冶金化验办事处（今旧金山铸币局）出产，表面有未流通版硬币的抛光处理，由布鲁克斯在仪式上亲自操作压制机压制。铸币局把生产的第一枚艾森豪威尔一美元呈交玛米·艾森豪威尔检阅，第二枚送给已故总统和玛米的孙子戴维·艾森豪威尔（David Eisenhower），第三枚则交到戴维的岳父——尼克松总统手上。

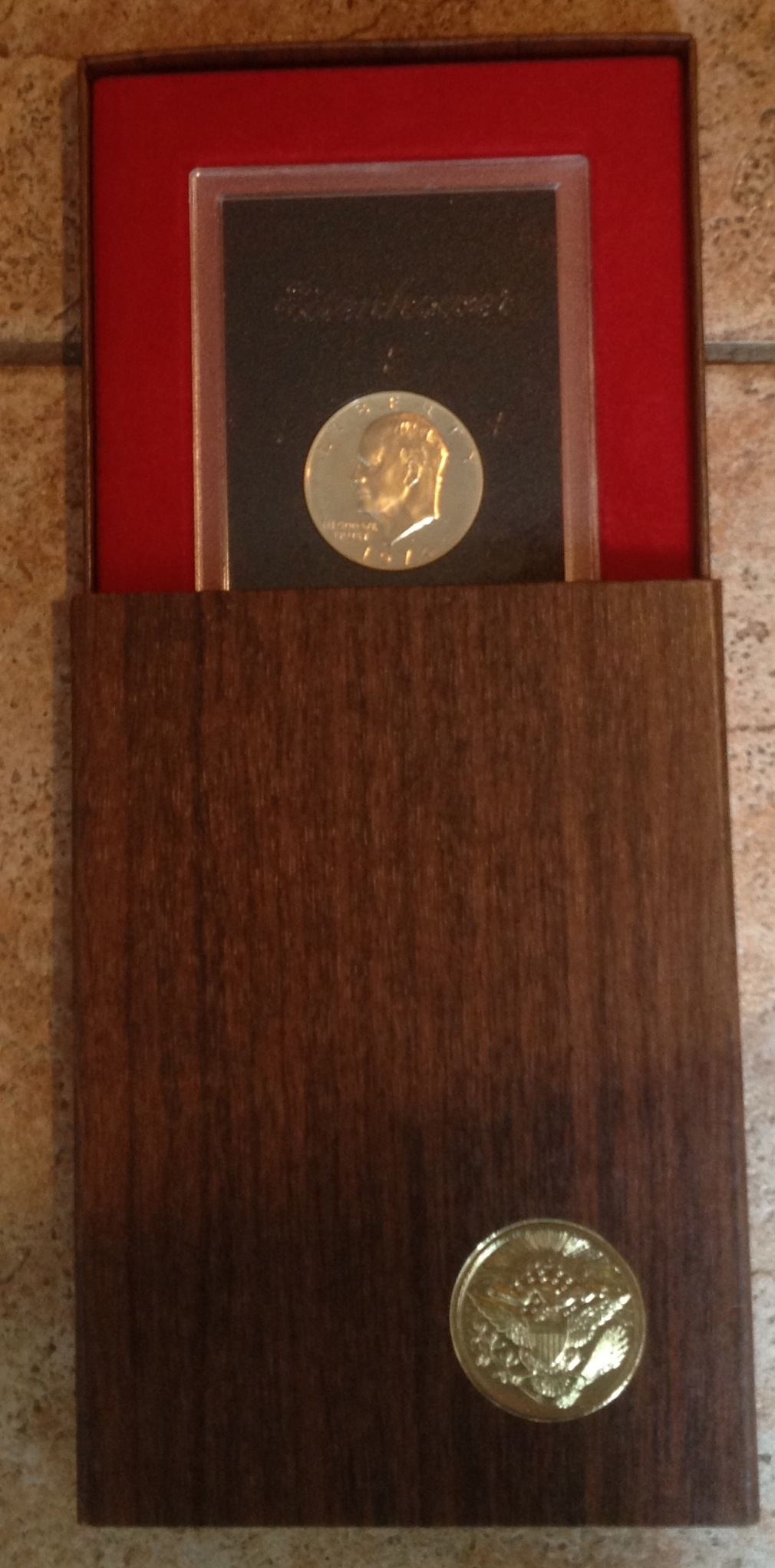
1974-S“棕色艾克”版艾森豪威尔一美元硬币与包装盒

1971年1月29日，铸币局公布含银40%、在旧金山分局出产的新版一美元硬币售价：未流通版单价三美元，镜光表面的精制币单价十美元，从7月1日起接受邮购，每人每种限购五枚。用于公众填写的定购表单将运往全国各地的4万4000间邮局和3万3000家银行，但要从6月18日起才能发放，铸币局之后还把一些过早的订单退回。不过，1971年的铸币局套装不包括艾森豪威尔一美元。
旧金山分局直到1971年7月才开始生产艾森豪威尔一美元精制币，其包装盒下托为塑料材质，上盖为棕色，盖上还有金色的飞鹰印章，未流通版由橡胶薄膜保护，外面再用蓝色信封包装。这两种硬币及其包装此后人称“棕色艾克”和“蓝色艾克”，这样的称呼也沿用至今。1971年7月27日，尼克松总统在白宫举行的仪式上亲自把首枚艾森豪威尔一美元送给玛米·艾森豪威尔。含银40%的艾森豪威尔一美元从10月8日起停止发售，收藏家购买的精制币从这个月14日开始寄出，这天正是艾森豪威尔总统的生日。
铸币局此前从未生产过像艾森豪威尔一美元这么大尺寸的合金包层硬币，流通币于1971年11月1日开始在银行发行。许多流通币都被收藏家买走，而且市场需求显著，以致很多银行规定每人限购一枚。这些包层硬币的原材料是铸币局从承包商手中购买的铸币带钢，许多成币的出厂品相不佳，导致收藏家会在整卷硬币中挑拣品质较好的样本。有大批成币表面还覆有油膜，之后都被收藏家去除。
艾森豪威尔一美元硬币从最初发行开始就一直没能顺利且大批量地流通。1976年，财政部同私营公司联合开展的调研结果表明，艾森豪威尔一美元的流失率接近100%，几乎所有成币都只在市场中流通一次，相比之下，25美分的流失率几乎为0。这种情况的出现主要是因为硬币太大太重，而且没有潜在用途，只不过顺利取代内华达州赌场自行制作的代币。据钱币学家兰迪·坎珀（Randy Camper）统计，约有70%的艾森豪威尔一美元是在赌场使用。虽然自动售货机产业起初曾为发行新版一美元游说，但却没有把多少售货机改装成能够使用这种硬币。兰格对此回忆称：“这些硬币实际从没在赌场及其周边以外的地区流通，我也从没见过有哪台自动售货机能用这种硬币。”

## 生产

### 1971至1974年：投产早期

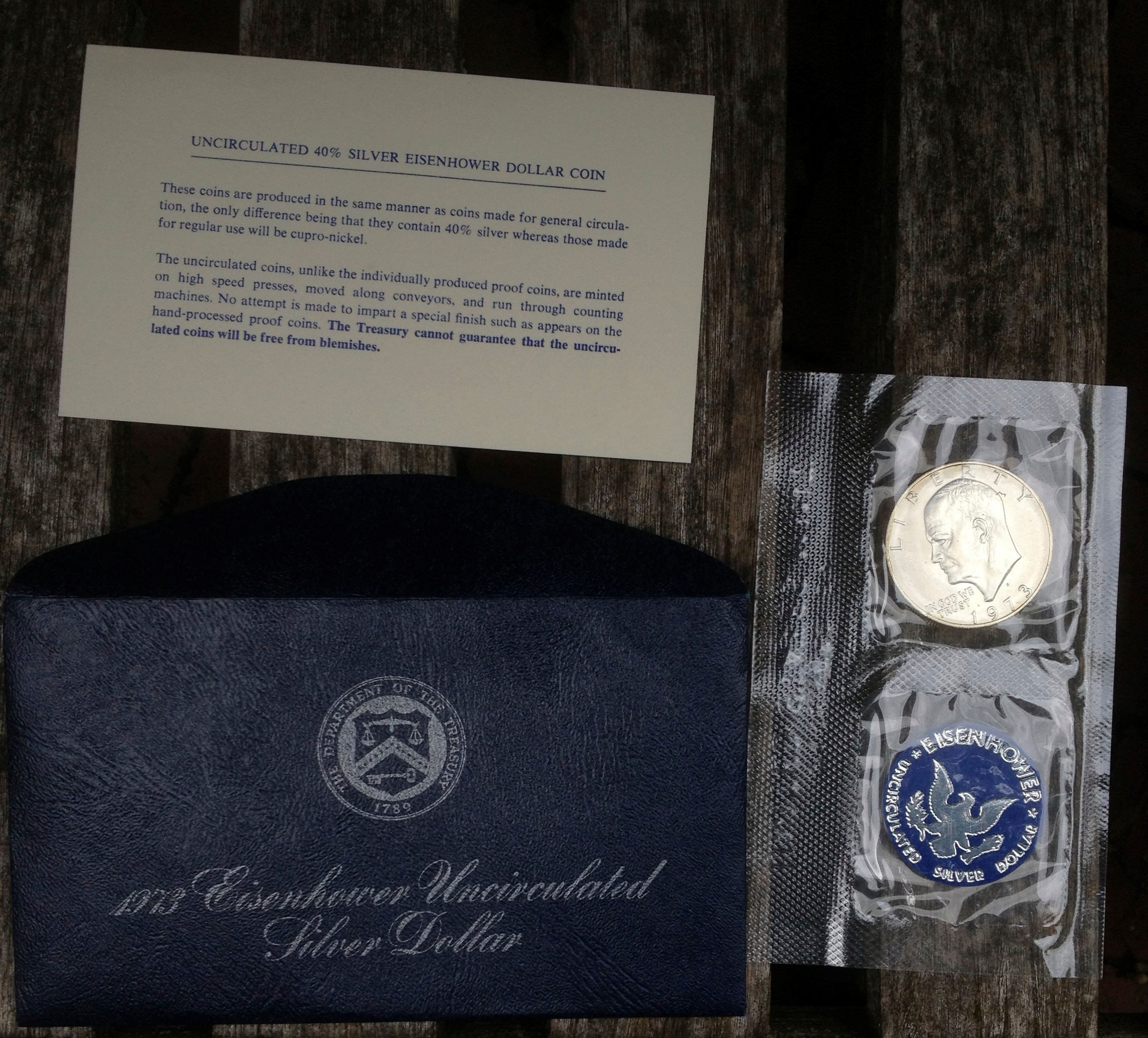
1973-S“蓝色艾克”版全套包装：信封、由薄膜保护的硬币和印刷卡片

1971年，铸币局共计出产1亿2500万余枚艾森豪威尔一美元，比以往任何一年出产的一美元硬币都要多一倍以上。1972年，新版一美元的产量提高到1亿7000万枚，《硬币时代》（CoinAge）杂志称这是“铸币局近乎壮烈的举措”，但硬币依然没能顺利流通。1974年，钱币学家克莱门特·贝利（Clement F. Bailey）在《硬币时代》发文称：“这种硬币的流通价值一直为零。”许多人虽然不是收藏家，但还是把艾森豪威尔一美元当成纪念品收起来。相比之下，银质一美元非常热销，以至局长布鲁克斯于1971年10月公开表示，许多1971-精制币的订单要在1972年才能交货。据她所言，这样长时间的延迟交货主要是因为公众需求太高，并且铸币局的生产也遇到困难，不过这些困难已经解决。1971-版银币（分精制币和未流通币两类）共售出约1100万枚，其中有近700万枚是精制币。1972年5月，财政部长约翰·康纳利在联邦参议院委员会作证时称，铸币局经发售艾森豪威尔一美元银币所获利润“简直丧尽天良”，平均每枚银币的收益高达3.89美元，而且随着生产效率提高还有望进一步提升。如果降低售价，铸币局官员又担心会得罪那些已经买过银币的人。
1972年，旧金山分局继续生产新版银币。硬币销量这年大幅回落，未流通币卖出不到220万枚，精制币只有180万枚。公众可以邮购1972-版艾森豪威尔一美元银币，其中5月1日至7月15日为精制币定货期，8月1日至10月16日为未流通币定货期。
艾森豪威尔一美元硬币供应充足，所以联邦储备银行在1973年完全不需要定购，这年铸币局也没有生产流通版一美元硬币。费城分局的1973版和丹佛分局的1973-版是首批加入铸币局套装发售的艾森豪威尔一美元，并且理论上而言也只能通过这种途径购买。政府起初过分高估铸币局套装销量，导致之后有23万零798枚新版一美元熔融，但由于之后出现许多流通币成色的1973和1973-版艾森豪威尔一美元，因此许多人猜测滞销的硬币并未熔融，而是在市场流通。不过，乔恩·韦克斯勒（John Wexler）、比尔·克劳福德（Bill Crawford）和凯文·弗林（Kevin Flynn）在有关艾森豪威尔一美元的著作中否认这种说法，并援引1974年公共事业铸币局助理局长罗伊·卡洪（Roy C. Cahoon）的信件为证，据这封信记载，滞销铸币局套装中所有的艾森豪威尔一美元硬币都已熔融。旧金山分局的1973-不但有收入贱金属精制币套装的版本，也有常规的“蓝色艾克”和“棕色艾克”版。含银40%的版本销量大幅下跌，全年只售出不到290万枚。1974年，流通币再度投产，并且同样收入铸币局套装和精制币套装，旧金山分局也继续生产精制币和包银版未流通币。经国会下令，1974-版银币的部分收益之后用来赞助位于纽约州瑟内萨县瑟内萨瀑布（Seneca Falls）的艾森豪威尔学院。部分钱币收藏家觉得国会此举开了不好的先例，该校于1974至1978年间收到约900万美元赞助金，只是这依然无法避免该校在1982年关闭。

### 1975至1976年：二百周年纪念币
- 1975年生产的一类二百周年纪念币
- 1976年生产的二类二百周年纪念币

1892至1954年间，美国曾发行多种纪念币，大多用于为值得联邦政府支持的组织或活动筹资。国会通过法案指定活动主办方可以按面值买下所有纪念币，再加价向公众销售来获利。这些纪念币的发行也面临多种问题，例如硬币销售手段失当，还有批评认为利用公共资源打造的硬币不应用来为私人获利等，受此影响，财政部坚持反对发行这类硬币，1954年后的20余年里美国都没有再发行纪念币。
1966年，国会设立美国革命二百周年纪念委员会，负责计划和协调1976年美国独立二百周年纪念活动。1970年，委员会的硬币和奖章资委会建议专为此次纪念活动发行半美元硬币，之后又提议临时为所有面值的美国流通硬币重新设计二百周年特别版图案。布鲁克斯和铸币局起初反对这些提议，但最终改变立场，支持重新设计25美分、半美元和一美元硬币的背面，发行含银包层合金特别收藏套装。1973年10月18日，授权发行美国二百周年纪念币的法案经尼克松总统签字生效。根据法案要求，1975年7月5日至1976年12月31日出产的这三种硬币需采用特别设计的背面，并刻上二百周年的起止年份“1776–1976”。最终铸币局一共出产1500万套（4500万枚）包银材质纪念币，在面值基础上加价向公众发售。

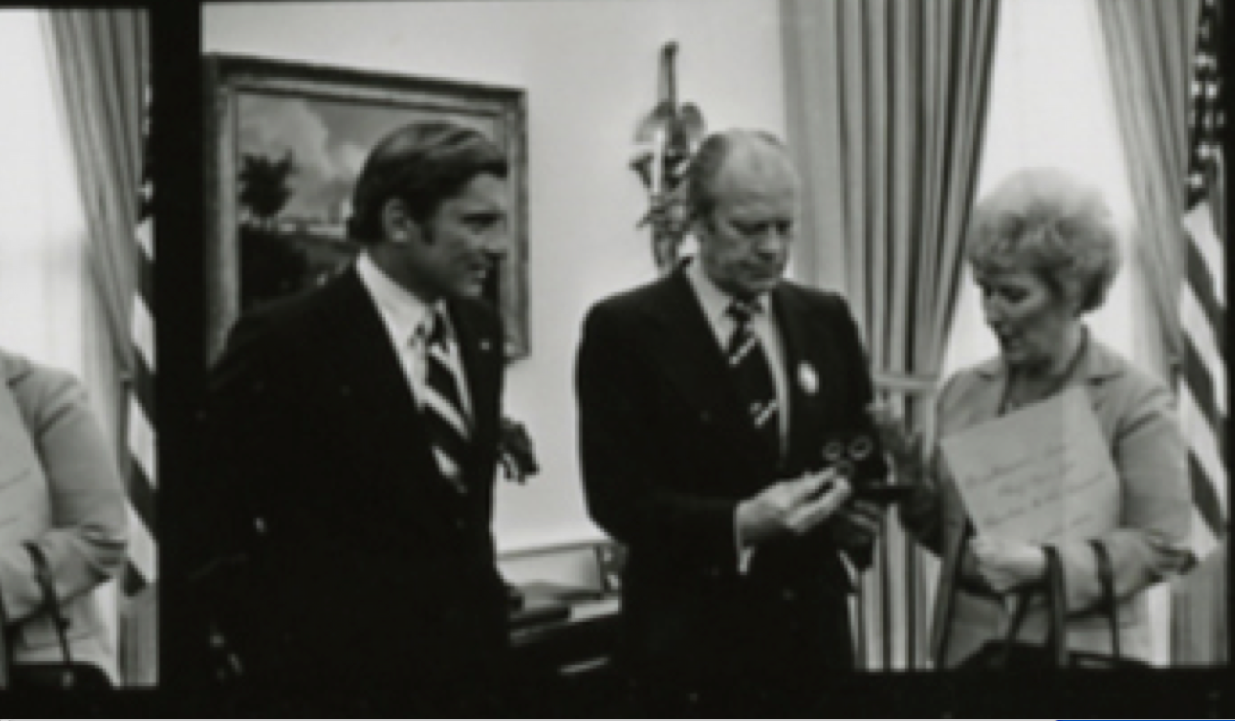
1974年11月13日，铸币局局长玛丽·布鲁克斯（右）将第一套二百周年纪念币呈交总统杰拉尔德·福特（中），旁边是美国革命二百周年纪念管理局长约翰·沃纳。

财政部为选出三种纪念币的背面设计而举办公开竞赛，任何美国公民都能参加。比赛于1974年1月截止，同年3月，丹尼斯··威廉斯（Dennis R. Williams）递交的方案入选成为一美元纪念币的背面设计。威廉斯此时年仅22岁，还是艺术系学生，创下美国硬币最年轻设计者的纪录。他的方案是以自由钟和月球为主题，加斯帕罗将之微调，把月球表面可见元素的线条简化，同时调整自由钟的刻字。1974年8月12日，威廉斯同另外两名设计师亲手操作压制机铸出首枚承载各自设计方案的硬币，这三枚原型币之后呈交新上任的杰拉尔德·福特总统。威廉斯的设计得到公众肯定，但受到钱币学界批评，因为自由钟此前已在包括富兰克林半美元在内的多种硬币设计图案上采用。由于担心1975年版常规发行币遭到囤积，铸币局于1974年12月取得国会授权，在时间进入1975年后继续生产所刻年份为1974的硬币，直至二百周年纪念币投产。
一美元纪念币于1975年2月投产，比另外两种都早，也是率先向公众发售。1975年4月23日，纪念银币在旧金山分局投产。铸币局在实际生产中发现，一美元铜镍合金币的品相不佳，表面细节不够清晰，但银币上没有这种问题。布鲁克斯要求暂停生产，以便加斯帕罗解决问题，经修改后出产硬币最显著变化就是反面字体更窄且更清晰，这些硬币之后人称二类币。所有银币都是在旧金山生产，全部是一类币；旧金山、丹佛和费城铸币局生产的铜镍合金币都有一类和二类两种。1975年出产精制币套装中所有的一美元硬币都是一类，1976年出产精制币套装中所有的一美元硬币都是二类。1975年10月13日，二百周年纪念一美元开始向公众发售，总产量超过2.2亿枚。威廉斯的设计1976年后就没有再使用过，铸币局此后继续销售包银版二百周年纪念币套装，再到1986年末才完全停止销售。
有一枚确知存世的包银版二百周年纪念一美元上没有铸币标记，同起初送给福特总统的原型币相似。据称这枚硬币最初是在哥伦比亚特区伍德沃德和洛思罗普百货公司的收银台发现，但《硬币世界》（Coin World）记者托马斯·德罗里（Thomas K. DeLorey）在同发现硬币的人交谈后对此表示怀疑，觉得硬币很可能是经秘密渠道从政府获得。不过，他之后不愿再质疑其来历，担心这会导致硬币被收缴，或是为钱币学界所得。1987年，这枚罕见的纪念币经私人渠道以三万美元高价成交。

### 1977至1978年：最后两年及设计更换
财政部在1975年就已开始担心继续生产不流通的艾森豪威尔一美元硬币会耗尽政府资源，政府官员为此聘请私营公司研究当时六种面额的美国硬币并提供建议。该公司递交的报告认为，艾森豪威尔一美元的重量和尺寸都太大，令其无法有效流通，需把直径缩小三分之一、重量减轻三分之二才可能有效改变局面。报告中的原话这样写道：“艾森豪威尔一美元硬币的尺寸和重量太大，所以没有得到公众的广泛认可。”1977年1月，福特内阁的财政部长威廉·西蒙（William E. Simon）在离任前提议取消分币和半美元，并且缩小一美元硬币的尺寸。据鲍尔斯记载，财政部此时已经认定，像艾森豪威尔一美元这么大的硬币没有办法在美国流通。
铸币局用多种材质试铸出各种形状的小尺寸图案币，政府官员曾考虑11边形坯饼，以便同25美分硬币区分，但试铸的图案币不能同自动售货机顺利配合。铸币局还曾考虑使用钛这样富于异国情调的金属材质，但最终还是决定采用标准的合金包层。加斯帕罗为流通币准备的设计方案正面是头发飘逸的自由女神，同美国多种早期硬币类似。
最后两年里，艾森豪威尔一美元硬币的年产量仍然有约5000万枚，背面恢复原本的老鹰主题图案，并且大部分都是在丹佛分局出产。不过，铸币局在1977至1978年没有继续生产收藏版银币，蓝色艾克和棕色艾克都只生产到1974年止。
新任财政部长维纳·迈克尔·布鲁门塔尔在国会作证中表示支持加斯帕罗的设计方案，但威斯康星州联邦参议员威廉·普罗克斯麦尔（William Proxmire）取笑部长的立场不过是逃避责任，他不愿递交财政部提出的法案，因为这种情况下布鲁门塔尔或下一任财政部长就有权决定设计图案。普罗克斯麦尔最终自行递交法案，建议把设计主题改为女权领袖苏珊·安东尼。新上任的卡特总统治下的行政部门有很多官员是社会进步主义人士，新入选的许多国会议员也支持女性解放。1978年10月，俄亥俄州联邦众议员玛丽·罗斯·奥克尔（Mary Rose Oakar）同样递交法案建议发行苏珊·安东尼一美元硬币，并且很快就获国会通过，再经卡特签字生效。加斯帕罗拿到安东尼的几张照片，上级要求设计方案要准确重形安东尼的形象。但是，最终采纳的设计因安东尼的表情非常严肃导致硬币被戏称为“苏珊·痛苦”（Susan B. Agony）一美元。新版一美元继续沿用艾森豪威尔一美元的背面设计。铸币局认定新币会遭公众囤积，所以在库房累积五亿枚后才于1979年7月2日开始公开销售。事实证明这纯属杞人忧天，新币的尺寸和重量太接近25美分，公众很快就不愿再使用，铸币局1980年后便没有再生产流通版新币。铸币局局长斯特拉·哈克尔·西姆斯（Stella Hackel Sims）对此表示：“人们已经习惯了艾森豪威尔一美元，假以时日，他们也会习惯苏珊。”为了促进新币流通，政府安排邮局在日常交易中用苏珊·安东尼一美元找零，还强制要求欧洲驻军使用，但这些措施都以失败告终。

## 收藏
艾森豪威尔一美元硬币无论哪种年份或铸币标记的版本都很容易收藏，购买所有版本的套装也非难事。不过，许多成币的品相不佳，其中又以1971和1972年版特别普遍，还有很多硬币因出产后马上就同包装袋或其他硬币接触，没有妥善保护而存在压痕或“袋痕”。虽然品相太差的银币已经熔融处理，但对于大量不含贵金属的艾森豪威尔一美元来说，熔融显然不切实际，许多钱币经销商于是经常会通过一切手段在面值基础上加价销售。集齐成色最佳的硬币套装难度很大，而且花费不菲，特别是1971和1972年费城及丹佛分局出产的版本，这些批次没有纳入铸币局套装销售，所以有意收藏者只能从银行获取。2013年6月，成色分级达到接近原始状态的一枚-67级1973-版和另外十枚已知成色最佳的1973版艾森豪威尔一美元以1万2925美元高价成交。据钱币学作家史蒂夫·里奇（Steve Reach）所述：“随着越来越多的人把像艾森豪威尔一美元这样的现代硬币送交第三方认证，许多成色最佳币种的真实稀有程度也逐渐明了。”
部分1971-版同其他大部分艾森豪威尔一美元略有区别，其中最明显的一点就是背面的老鹰没有眉线，专业人员将之称为“友好老鹰图案”。费城分局出产的1972版存在三个品种，都是因加斯帕罗调整设计、以求充分利用更优品质模具钢材的优势而生。1972年，布鲁克斯在新奥尔良举办的美国钱币协会年会上宣布，硬币设计在这年中期有过修改，但没有说明具体修改内容。三类品种可以通过细查背面的地球图案判断，其中一类显示的地球略显扁平，佛罗里达州朝向东南，大部分群岛位于半岛末梢的东南方向。二类币的地球更圆，佛罗里达州朝向南面，另有一个长条状的大岛位于东南方向。三类同二类相似，只不过佛罗里达半岛南侧直对着两片岛屿。所有二类币都是由1972后3月使用的一套背面模具铸成，这套模具本应送至旧金山分局生产精制银币，但错放在费城分局，所以背面图案与精制币完全相同。三类则是从1972年9月开始取代一类生产。这三个品种中以一类最为常见，三类还在1972年后继续使用。1972年二类版中成色最优的硬币价格高昂，费城分局生产的“1776–1976”一类版也很贵重，只能通过铸币局套装获取。
部分1971-版精制币和少量1971-版未流通币正面（“自由”）中的字母末端没有衬线，被称为“假腿”品种。1972-版精制币和未流通币也都没有这条衬线。铸币局换用品质更优的模具钢材后，除二百周年纪念币外所有版本上的衬线都得以恢复，只是字母末端变得略短，二百周年纪念币的二类也有同样情况（一类的没有衬线）。加斯帕罗在艾森豪威尔一美元生产期间多次尝试改善正面人物头像的细节，再加上字母同头像的距离最近，所以雕刻师的改动很可能是为了改善硬币生产时的金属流动，令表面更加均匀平整。
1974和1977年，丹佛铸币局曾用包银材质空白坯饼铸造过少量艾森豪威尔一美元硬币，这些坯饼都是从旧金山运抵丹佛。1974年生产的第一批由拉斯维加斯的两名二十一点发牌员分别发现，这年的坯饼原计划用于生产“棕色艾克”精制币，根据当时铸币局的政策，用于生产精制银币的坯饼如果品质欠佳，不适合采用，就会用于生产未流通的“蓝色艾克”版，但这些存放在箱柜中的坯片本是用来生产铜镍合金精制币，由于品质欠佳而运往丹佛，计划生产流通币。1977年的坯饼原本是用于生产二百周年纪念精制银币，本来铸币局此时已经不再生产未流通版银币，应该熔融处理，但由于工作人员又放错了箱柜而被运到丹佛。两种年份的这种硬币已知存世的都在10到20枚之间。据韦克斯勒、克劳福德和弗林记载，还有一种更罕见的1776-1976-版银币存在，但还没有任何人将之拍卖或交大型硬币成色分级公司评级。
鲍尔斯在著作中指出，1878至1921年间生产的摩根银元当时很少有人收藏，之后才变成热门币种，所以他觉得艾森豪威尔一美元硬币也终会有时来运转的一天。钱币学家查尔斯·摩根于2012年写道：
如今，它（指艾森豪威尔一美元硬币）已是美国历史上合金包层铸币的最高成就，是有史以来最具技术挑战的硬币……对于想要了解白银时代过去后钱币发展史的历史学家来说，针对艾森豪威尔一美元硬币的研究可谓至关重要。艾森豪威尔一美元是一次崇高的失败。从这个方面来说，它也无疑是完美的硬币收藏目标。

## 产量
| 流通币产量： - 1971：47,799,000 - 1971-：68,587,424 - 1972：75,890,000 - 1972-：92,548,511 - 1973：1,769,258 - 1973-：1,769,258 - 1974：27,366,000 - 1974-：45,517,000 一美元硬币没有1975年版出产 - 1776–1976，一类：4,019,000 - 1776-1976-，二类：1,048,710 - 1776–1976，二类：113,318,000 - 1776-1976-，二类：82,179,564 - 1977：12,596,000 - 1977-：32,983,006 - 1978：25,702,000 - 1978-：33,102,890 | 含银非流通币： - 1971-：6,868,530（蓝色艾克） - 1972-：2,193,056（蓝色艾克） - 1973-：1,883,140（蓝色艾克） - 1974-：1,900,156（蓝色艾克） - 1776-1976-：4,908,319（二百周年纪念三币套装） | 精制币： - 1971-，银质：4,265,234（棕色艾克） - 1972-，银质：1,811,631（棕色艾克） - 1973-，包银：2,760,339（常规年度套装） - 1973-，银质：1,013,646（棕色艾克） - 1974-，包银：2,612,568（常规年度套装） - 1974-，银质：1,306,579（棕色艾克） - 1776-1976-，包银一类：2,845,450（1975年常规年度套装） - 1776-1976-，包银二类：4,149,730（1976年常规年度套装） - 1976-，银质：3,998,621（二百周年纪念三币套装） - 1977-S：3,251,152（常规年度套装） - 1978-S：3,127,781（常规年度套装） |

### 书目
- Bowers, Q. David. . Wolfeboro, NH: Bowers and Merena Galleries, Inc. 1993. ISBN 0-943161-48-7.
- Breen, Walter. . New York, NY: Doubleday. 1988. ISBN 978-0-385-14207-6.
- Burdette, Roger W. . Great Falls, VA: Seneca Mill Press. 2005. ISBN 978-0-9768986-0-3.
- 3rd. Sidney, OH: Amos Press. 1977. ASIN B004AB7C9M.
- Ganz, David L. . Washington, DC: Three Continents Press. 1976. ISBN 978-0-914478-63-8.
- Wexler, John; Crawford, Bill; Flynn, Kevin.  2nd. Roswell, GA: Kyle Vick. 2007. ISBN 978-0-9679655-9-8.
- Yeoman, R.S.  67th. Atlanta, GA: Whitman Publishing, LLC. 2013. ISBN 978-0-7948-4180-5.

### 其他
- Bailey, Clement F. . CoinAge (Encino, CA: Behn-Miller Publishers, Inc.). 1974-09: 8–10, 94, 98.
- Bardes, Herbert C. . The New York Times (The New York Times Company). 1964-09-13: X32  [2016-08-27]. （原始内容存档于2016-08-27）.
- Bardes, Herbert C. . The New York Times (The New York Times Company). 1973-09-02: 107  [2016-08-27]. （原始内容存档于2021-05-06）.
- . The Blade (Toledo, OH). 1971-07-28: 14  [February 27, 2013]. （原始内容存档于2020-03-06）.
- . The Blade (Toledo, OH). 1972-05-11: 43  [2016-08-27]. （原始内容存档于2020-03-06）.
- . The Bulletin (Bend, OR). 1969-10-15: 20  [2016-08-27]. （原始内容存档于2020-03-06）.
- . CoinAge (Encino, CA: Behn-Miller Publishers, Inc.). 1979-05: 44.
- Ezerman, Rob; Golan, David; Vaile, Brian; Hoop, Gary D.; Eassa, Ehab; Hicks, Herbert; Davis, Larry. . The Numismatist (Colorado Springs, CO: American Numismatic Association). 2007-07: 57–62.
- Ganz, David L. . CoinAge (Encino, CA: Behn-Miller Publishers, Inc.). 1979-07: 48–49, 52, 116.
- Ganz, David L. . CoinAge (Encino, CA: Behn-Miller Publishers, Inc.). 1979-10: 44, 46.
- Gilkes, Paul. . Sidney, OH: Amos Publishing Inc. (publishers of Coin World).   [2016-08-27]. （原始内容存档于2016-03-18）.
- Grose, Peter. . The New York Times (The New York Times Company). 1969-10-15: 1, 24  [2016-08-27]. （原始内容存档于2017-03-05）.
- Haney, Thomas W. . The New York Times (The New York Times Company). 1969-06-15: D31  [2016-08-27]. （原始内容存档于2016-08-27）.
- Haney, Thomas V. . The New York Times (The New York Times Company). 1971-01-24: D29  [2016-08-27]. （原始内容存档于2021-05-09）.
- Haney, Thomas V. . The New York Times (The New York Times Company). 1971-10-24: D29  [2016-08-27]. （原始内容存档于2021-05-06）.
- Herbert, Alan. . Coins (Iola, WI: Krause Publications, Inc.). 1998-11: 32.
- Hicks, Herbert P. . The Numismatist (Colorado Springs, CO: American Numismatic Association). 1974-04: 640–650  [2016-08-27]. （原始内容存档于2015-06-18）.
- . The Ike Group. 2012-03-21  [2016-08-27]. （原始内容存档于2015-06-18）.
- Lange, David W. . Sarasota, FL: Numismatic Guaranty Corporation. 2006-05-01  [2016-08-27]. （原始内容存档于2016-03-04）.
- Logan, Charles. . CoinAge (Encino, CA: Behn-Miller Publishers, Inc.). 1979-05: 36–37, 40, 42.
- Logan, Charles. . CoinAge (Encino, CA: Behn-Miller Publishers, Inc.). 1979-07: 40, 42, 46.
- Logan, Charles. . CoinAge (Encino, CA: Behn-Miller Publishers, Inc.). 1979-10: 42–43, 101.
- Marotta, Michael E. . The Numismatist (Colorado Springs, CO: American Numismatic Association). 2001-05: 501–503, 541–542. ISSN 0029-6090.
- Morgan, Charles. . CoinWeek. 2012-03-21  [2016-08-27]. （原始内容存档于2013-06-28）.
- . The New York Times (The New York Times Company). 1969-10-04  [2016-08-27]. （原始内容存档于2016-08-27）.
- . The New York Times (The New York Times Company). 1969-10-07  [2016-08-27]. （原始内容存档于2017-03-05）.
- . The New York Times (The New York Times Company). 1970-03-08  [2016-08-27]. （原始内容存档于2021-05-06）.
- . The New York Times (The New York Times Company). 1970-09-17  [2016-08-27]. （原始内容存档于2021-05-06）.
- . The Press-Courier (Toledo, OH). 1971-04-01: 2  [2016-08-27]. （原始内容存档于2020-03-06）.
- Reach, Steve. . Coin World (Sidney, OH: Amos Press). 2013-07-01  [2016-08-27]. （原始内容存档于2013-09-11）.
- . Spokane Daily Chronicle. 1970-03-06  [2016-08-27]. （原始内容存档于2020-03-06）.
- . Spokane Daily Chronicle. 1970-03-20: 2  [2016-08-27]. （原始内容存档于2020-03-06）.
- Wolenik, Robert. . CoinAge (Encino, CA: Behn-Miller Publishers, Inc.). 1971-03: 28–30, 34, 35.
- . Youngstown Vindicator. 1971-11-04: 2  [2016-08-27]. （原始内容存档于2020-03-06）.